# Durensawit (Leksono)
Durensawit is een bestuurslaag in het regentschap Wonosobo van de provincie Midden-Java, Indonesië. Durensawit telt 1521 inwoners (volkstelling 2010).